# Höganäs (commune)
La commune de Höganäs est une commune suédoise du comté de Skåne. En 2014, elle comptait 25 298 habitants. Son chef-lieu est Höganäs.

## Localités principales
- Arild
- Höganäs
- Ingelsträde
- Jonstorp
- Mjöhult
- Mölle
- Viken